# ستروان رودجر
ستروان رودجر (بالإنجليزية: Struan Rodger)‏ هو ممثل بريطاني، ولد في 18 سبتمبر 1946 في المملكة المتحدة.

## أعمال

### أفلام
- (2007) ستاردست

## وصلات خارجية
- ستروان رودجر على موقع IMDb (الإنجليزية)
- ستروان رودجر على موقع ميوزك برينز (الإنجليزية)
- ستروان رودجر على موقع قاعدة بيانات برودواي على الإنترنت (الإنجليزية)
- ستروان رودجر على موقع ديسكوغز (الإنجليزية)
- ستروان رودجر على موقع قاعدة بيانات الفيلم (الإنجليزية)